# Sverdrup-Kanal
Der Sverdrup-Kanal (englisch Sverdrup Channel) ist eine Meerenge im kanadischen Territorium Nunavut. Im kanadisch-arktischen Archipel gelegen, trennt er Meighen Island im Osten von Axel Heiberg Island im Westen.

## Geographie
Der Sverdrup-Kanal beginnt an der gedachten Linie zwischen Perley Island an der Nordspitze von Meighen Island im Westen und Bad Weather Cape am Eingang des Li Fiord im Osten und erstreckt sich 65 km Richtung Süden bis zu den Fay Islands. Auf manchen Karten reicht er 150 km weit bis zur Nordspitze von Amund Ringnes Island, wo er in den Massey Sound übergeht. An seiner schmalsten Stelle ist der Sverdrup-Kanal 41 km breit. Auf seiner Ostseite münden mehrere Fjorde. Die größten sind der North und der Middle Fiord. Neben den in der Mitte des Kanals liegenden Fay Islands gibt es weitere kleine Inseln vor der Küste von Axel Heiberg Island.
Der Sverdrup-Kanal bleibt auch in den Sommermonaten von einer über fünf Meter dicken Eisschicht bedeckt. In besonders warmen Sommern wie 1998 kann die Eisbarriere unter dem Einfluss des Windes aber auch aufbrechen. Die Strömung im Sverdrup-Kanal verläuft in südöstlicher Richtung und führt Wasser polaren Ursprungs. 2,3 m unter dem Eis wurde eine maximale Geschwindigkeit von 0,5 Knoten (0,9 km/h) gemessen.

## Geschichte
Im Mai 1900 erreichten erstmals Europäer den Sverdrup-Kanal: Otto Sverdrup führte ein Expeditionsteam mit Hundeschlitten von der im Jonessund liegenden Fram kommend an der Westküste von Axel Heiberg Island entlang. Wahrscheinlich überquerte Frederick Cook 1908 den Kanal als erster. Eine Karte, die nach Aussagen der ihn begleitenden Inuit angefertigt wurde, zeigt eine Insel westlich von Axel Heiberg Island, die Meighen Island in Größe, Form und Position sehr ähnelt. Cook hat die Entdeckung der Insel, auf der er eine Nacht gerastet haben soll, aber niemals für sich reklamiert. Offiziell wurden Meighen Island und die Westseite des Kanals deshalb erst 1916 von Vilhjálmur Stefánsson entdeckt. Die erste nachgewiesene Überquerung des Sverdrup-Kanals gelang Hans Krüger 1930.